# Gemerská Ves
Gemerská Ves (in ungherese Gömörfalva) è un comune della Slovacchia facente parte del distretto di Revúca, nella regione di Banská Bystrica.